# Светско првенство у атлетици на отвореном 2015 — 10.000 метара за жене
Трка на 10.000 метара у женској конкуренцији на Светском првенству у атлетици 2015. у Пекингу одржана је 24. августа на Националном стадиону.
Титулу светске првакиње из Москве 2013. није бранила Тирунеш Дибаба из Етиопије.

## Земље учеснице
Учествовало је 25 атлетичарки из 14 земаља.
1. Белгија (1)
2. Еритреја (1)
3. Етиопија (3)
4. Јапан (3)
5. Канада (2)
6. Кенија (3)
7. Мексико (1)
8. Португалија (2)
9. САД (3)
10. Уганда (1)
11. Уједињени Арапски Емирати (1)
12. Уједињено Краљевство (1)
13. Холандија (2)
14. Шпанија (1)

## Освајачи медаља
|                                 |                       |                  |
| Вивијан Јепкемои Черијот Кенија | Гелете Бурка Етиопија | Емили Инфелд САД |

## Рекорди пре почетка Светског првенства 2015.
Списак рекорда у овој дисциплини пре почетка светског првенства 2015. године (22. август 2015).
| Рекорди пре почетка Светског првенства 2015. | Рекорди пре почетка Светског првенства 2015. | Рекорди пре почетка Светског првенства 2015. | Рекорди пре почетка Светског првенства 2015. | Рекорди пре почетка Светског првенства 2015. | Рекорди пре почетка Светског првенства 2015. |
| -------------------------------------------- | -------------------------------------------- | -------------------------------------------- | -------------------------------------------- | -------------------------------------------- | -------------------------------------------- |
| Олимпијски рекорд                            | Тирунеш Дибаба                               | Етиопија                                     | 29:54,66                                     | Пекинг, Кина                                 | 15. август 2008.                             |
| Светски рекорд                               | Ђунсја Ванг                                  | Кина                                         | 29:31,78                                     | Пекинг, Кина                                 | 8. септембар 1993.                           |
| Рекорд светских првенстава                   | Берхане Адере                                | Етиопија                                     | 30:04,18                                     | Париз, Француска                             | 23. август 2003.                             |
| Најбољи светски резултат сезоне              | Гелете Бурка                                 | Етиопија                                     | 30:49,68                                     | Хенгело, Холандија                           | 17. јун 2015.                                |
| Европски рекорд                              | Елван Абејлегесе                             | Турска                                       | 29:56,34                                     | Пекинг, Кина                                 | 15. август 2008.                             |
| Северноамерички рекорд                       | Шалејн Фланаган                              | САД                                          | 30:22,22                                     | Пекинг, Кина                                 | 15. август 2008.                             |
| Јужноамерички рекорд                         | Симоне да Силва                              | Бразил                                       | 31:16,56                                     | Сао Паоло, Бразил                            | 3. август 2011.                              |
| Афрички рекорд                               | Меселех Мелкаму                              | Етиопија                                     | 29:53,80                                     | Утрехт, Холандија                            | 14. јун 2009.                                |
| Азијски рекорд                               | Ђунсја Ванг                                  | Кина                                         | 29:31,78                                     | Пекинг, Кина                                 | 8. септембар 1993.                           |
| Океанијски рекорд                            | Кимберли Смит                                | Нови Зеланд                                  | 30:35,54                                     | Пало Алто, САД                               | 4. мај 2008.                                 |

### Најбољи резултати у 2015. години
Десет најбржих светских атлетичарки 2015. године је пре почетка светског првенства (22. августа 2015) заузимало следећи пласман.
| 1.  | Гелете Бурка, Етиопија           | 30:49,68 | 17. јун   |
| 2.  | Алемиту Хероие, Етиопија         | 30:50,83 | 17. јун   |
| 3.  | Белајнеш Олџира, Етиопија        | 30:53,69 | 17. јун   |
| 4.  | Мамиту Даска, Етиопија           | 30:55,56 | 17. јун   |
| 5.  | Вуде Ајалев, Етиопија            | 30:58,03 | 17. јун   |
| 6.  | Нетсанет Гудета, Етиопија        | 31:06,53 | 17. јун   |
| 7.  | Џенет Јалев, Етиопија            | 31:08,82 | 17. јун   |
| 8.  | Шалан Фланаган, САД              | 31:09,02 | 3. април  |
| 9.  | Сара Мореира, Португалија        | 31:12,93 | 11. април |
| 10. | Вивијан Јепкемои Черијот, Кенија | 31:13,29 | 5. јул    |

Такмичарке чија су имена подебљана учествовале су на СП 2015.

## Квалификациона норма
| Норма    |
| -------- |
| 32:00,00 |

## Сатница
| Датум           | Време | Коло   |
| --------------- | ----- | ------ |
| 24. август 2015 | 20:35 | Финале |

Сва времена су по локалном времену (UTC+8)

## Резултати

### Финале
,
| Место | Атлетичарка              | Земља                     | ЛР       | ЛРС      | Резултат | Белешка |
| ----- | ------------------------ | ------------------------- | -------- | -------- | -------- | ------- |
|       | Вивијан Јепкемои Черијот | Кенија                    | 30:30,44 | 31:13,29 | 31:41,31 |         |
|       | Гелете Бурка             | Етиопија                  | 30:49,68 | 30:49,68 | 31:41,77 |         |
|       | Емили Инфелд             | САД                       | 31:38,71 | 31:38,71 | 31:43,49 |         |
| 4.    | Моли Хадл                | САД                       | 30:47,59 | 31:39,20 | 31:43,58 |         |
| 5.    | Сали Џепкосгеји Кипјего  | Кенија                    | 30:26,37 |          | 31:44,42 | ЛРС     |
| 6.    | Шалан Фланаган           | САД                       | 30:22,22 | 31:09,02 | 31:46,23 |         |
| 7.    | Алемиту Хероие           | Етиопија                  | 30:50,83 | 30:50,83 | 31:49,73 |         |
| 8.    | Бетси Саина              | Кенија                    | 30:57,30 | 32:59,2  | 31:51,35 | ЛРС     |
| 9.    | Белајнеш Олџира          | Етиопија                  | 30:26,70 | 30:53,69 | 31:53,01 |         |
| 10.   | Сузан Куијкен            | Холандија                 | 31:31,97 | 31:31,97 | 31:54,32 |         |
| 11.   | Јип Вастенбург           | Холандија                 | 31:35,48 | 31:35,48 | 32:03,03 |         |
| 12.   | Сара Мореира             | Португалија               | 31:12,93 | 31:12,93 | 32:06,14 |         |
| 13.   | Касуми Нишихара          | Јапан                     | 31:53,69 | 32:06,48 | 32:12,95 |         |
| 14.   | Бренда Флорес            | Мексико                   | 31:45,16 | 31:45,16 | 32:15,26 |         |
| 15.   | Кејт Авери               | Уједињено Краљевство      | 31:41,44 | 31:41,44 | 32:16,19 |         |
| 16.   | Трихас Гебре             | Шпанија                   | 32:03,39 | 32:14,94 | 32:20,87 |         |
| 17.   | Џулијет Чеквел           | Уганда                    | 32:57,02 |          | 32:20,95 | НР, ЛР  |
| 18.   | Лани Марчант             | Канада                    | 31:46,94 | 31:46,94 | 32:22,50 |         |
| 19.   | Ана Дулсе Феликс         | Португалија               | 31:33,42 | 31:34,17 | 32:26,07 |         |
| 20.   | Јука Такашима            | Јапан                     | 31:37,32 | 31:37,32 | 32:27,79 |         |
| 21.   | Алменш Белете            | Белгија                   | 31:43,05 |          | 32:47,62 | ЛРС     |
| 22.   | Реи Охара                | Јапан                     | 31:48,31 | 31:48,31 | 32:47,74 |         |
| 23.   | Наташа Водак             | Канада                    | 31:41,59 | 31:41,59 | 32:59,20 |         |
| 24.   | Назрет Велду             | Еритреја                  | 33:23,93 |          | 35:14,18 | ЛРС     |
|       | Алиа Саид Мохамед        | Уједињени Арапски Емирати | 31:51,86 | 31:52,29 | НЗ       |         |

### Пролазна времена
| Дистанца | Време    | Атлетичарка              | Држава      |
| -------- | -------- | ------------------------ | ----------- |
| 1.000 м  | 3:13.74  | Јука Такашима            | Јапан       |
| 2.000 м  | 6:27.87  | Јука Такашима            | Јапан       |
| 3.000 м  | 9:40,47  | Реи Охара                | Јапан       |
| 4.000 м  | 12:54,99 | Реи Охара                | Јапан       |
| 5.000 м  | 16:11,99 | Реи Охара                | Јапан       |
| 6.000 м  | 19:23,01 | Сара Мореира             | Португалија |
| 7.000 м  | 22:31,01 | Алемиту Хероие           | Етиопија    |
| 8.000 м  | 25:43,61 | Вивијан Јепкемои Черијот | Кенија      |
| 9.000 м  | 28:52,55 | Моли Хадл                | САД         |